# Ліберберг Міріама Рувимівна
Міріама Рувимівна Ліберберг (23 лютого 1915, Житомир — невідомо, Київ) — українська архітекторка.

## Біографія
Міріама Ліберберг народилася 23 лютого 1915 року в Житомирі. Закінчила школу в рідному місті 1932 року.
У 1932-1938 роках навчалася на архітектурному факультеті 1941 року закінчила Київський інженерно-будівельний інститут. У 1944—1946 роках працювала в інституті «Діпромісто». 
З 1946 року працювала в інституті «Київпроект», спершу на посаді старшого архітектора, потім – керівника архітектурної групи інституту.
Багато працювала над проєктами житлових масивів, навчальних та медичних закладів. Згодом вийшла на пенсію.
Дата смерті наразі не встановлена.

## Проєкти
- Друга лікарня на Червоному Хуторі (1951)
- Медмістечко (кінець 1950-х-початок 1960-х)
- Забудова житлового кварталу на вул. Кирилівській, 122-130 (1960-і)
- Топовий проєкт 2У-04-48 дитячих ясел на 280 місць на бульварі Перова (співавтор А. Сова)
- Воскресенський масив (1961-1968)
- Головний корпус Київського інженерно-будівельного інститута (співавтори В. Гопкало, Л. Каток, 1959-1963)
- Спортивний комплекс із плавальним басейном Київського інженерно-будівельного інститута (співавтори М. Гусєв, Л. Каток, 1965-1966)

## Публікації
- Либерберг М. Учебно-спортивный комплекс строительного института // Строительство и архитектура. – 1965. – №6, с.28-29.